# Parentia insularis
Parentia insularis är en tvåvingeart som beskrevs av Daniel J. Bickel 1991. Parentia insularis ingår i släktet Parentia och familjen styltflugor. Inga underarter finns listade i Catalogue of Life.